# Megamoera dentata
Megamoera dentata is een vlokreeftensoort uit de familie van de Melitidae. De wetenschappelijke naam van de soort is voor het eerst geldig gepubliceerd in 1842 door Krøyer.